# 李東昱
李 東昱（イ・ドンウク、朝: 이동욱、1974年7月14日 - ）は、大韓民国釜山広域市出身の元プロ野球選手、野球指導者。

## 経歴

### アマチュア時代
中学校の時までは、普通の選手だった。高校に進学すると3年生の時に良い活躍を広げて東亜大学に入学した。
以後東亜大学で技量を引き上げ、アトランタ五輪野球代表に選抜された。

### ロッテ時代
アマチュア時のキャリアを足場に、1997年ドラフトで故郷のチームロッテジャイアンツの2次2ラウンド指名を受けて契約金1億8,000万ウォンを受けて入団した。
東亜大学時代から膝が良くなくて入団初年度に両方の膝の手術を受けた。
その後二塁手朴正泰との競争に勝てず地位を失い2003年のシーズン後に放出された。

### 引退後
保留選手名簿から除外された後、すぐにチームのコーチのオファーを受けて早い年齢での指導者の道に入った。
2005年までロッテジャイアンツで守備コーチとして活動し、2006年にはロッテの遠征記録係（戦力分析担当）に席を移した。
2007年から2011年まではLGツインズの守備コーチを担当した。
2011年シーズン後からはNCダイノスの守備コーチとして活動した。
2018年10月17日にNCの2代目監督に選任された。契約期間2年で契約金2億ウォン年俸2億ウォンという条件だった。10月25日に正式に就任式を行った。
2019年のシーズンは144試合73勝2分け69敗勝率0.514を記録した。レギュラーシーズン5位ワイルドカード決定戦に進出したが、LGツインズとの試合で0-2で敗れて準プレーオフ進出に失敗した。
2020年1月8日に2021年シーズンまで契約金1億ウォン、年俸2億5千万ウォンで契約を延長した。
2022年5月11日、チームが最下位に低迷した責任を取って監督を辞職した。監督代行は姜仁權が務める。
2025年、KBOリーグの戦力強化委員会の委員となった｡

## 通算記録

### 年度別打撃成績
| 年 度    | 球 団    | 試 合 | 打 席 | 打 数 | 得 点 | 安 打 | 二 塁 打 | 三 塁 打 | 本 塁 打 | 塁 打 | 打 点 | 盗 塁 | 盗 塁 死 | 犠 打 | 犠 飛 | 四 球 | 敬 遠 | 死 球 | 三 振 | 併 殺 打 | 打 率 | 出 塁 率 | 長 打 率 | O P S |
| -------- | -------- | ----- | ----- | ----- | ----- | ----- | -------- | -------- | -------- | ----- | ----- | ----- | -------- | ----- | ----- | ----- | ----- | ----- | ----- | -------- | ----- | -------- | -------- | ----- |
| 1997     | ロッテ   | 11    | 13    | 12    | 0     | 1     | 1        | 0        | 0        | 2     | 0     | 0     | 0        | 0     | 0     | 1     | 0     | 0     | 5     | 0        | .083  | .154     | .167     | .321  |
| 1999     | ロッテ   | 1     | 2     | 2     | 0     | 0     | 0        | 0        | 0        | 0     | 0     | 0     | 0        | 0     | 0     | 0     | 0     | 0     | 1     | 0        | .000  | .000     | .000     | .000  |
| 2000     | ロッテ   | 22    | 33    | 32    | 2     | 5     | 2        | 0        | 2        | 13    | 5     | 0     | 0        | 0     | 0     | 1     | 0     | 0     | 5     | 0        | .156  | .182     | .406     | .588  |
| 2001     | ロッテ   | 9     | 12    | 9     | 0     | 1     | 0        | 0        | 0        | 1     | 1     | 0     | 0        | 0     | 1     | 2     | 0     | 0     | 1     | 0        | .111  | .250     | .111     | .361  |
| 2002     | ロッテ   | 79    | 189   | 168   | 14    | 45    | 6        | 1        | 3        | 62    | 20    | 1     | 2        | 4     | 1     | 10    | 0     | 6     | 34    | 4        | .268  | .330     | .369     | .699  |
| 2003     | ロッテ   | 21    | 58    | 49    | 1     | 8     | 0        | 0        | 0        | 8     | 0     | 0     | 1        | 1     | 0     | 7     | 0     | 1     | 6     | 2        | .163  | .281     | .163     | .444  |
| KBO：6年 | KBO：6年 | 143   | 307   | 272   | 17    | 60    | 9        | 1        | 5        | 86    | 26    | 1     | 3        | 5     | 2     | 21    | 0     | 7     | 52    | 6        | .221  | .291     | .316     | .607  |

### 背番号
- 15 (1997年 - 2001年)
- 14 (2002年 - 2003年)
- 77 (2007年 - 2011年)
- 70 (2012年 - 2022年)